# Trachylepis sechellensis
Trachylepis sechellensis (сейшельський сцинк) — вид сцинкоподібних ящірок родини сцинкових (Scincidae). Ендемік Сейшельських Островів.

## Поширення і екологія
Сейшельські сцинки мешкають на багатьох островах Сейшельського архіпелагу. Вони живуть в чагарникових заростях і садах, на плантаціях, в мангрових і деградованих лісах та в людських поселеннях. Відкладають яйця.